# Jürgen Christian Buchheister
Jürgen Christian Buchheister (* 1. Januar 1806 in Hamburg; † 15. März 1871 ebenda) war ein deutscher Arzt.

## Leben
Buchheister war der Sohn von Georg Heinrich Buchheister, der Wundarzt auf dem Hamburger Berg in St. Pauli war. Seine Mutter war Johanna Katharina Buchheister, geborene Prangen. Trotz schwieriger finanzieller Verhältnisse, in welche die Familie während der Hamburger Franzosenzeit geraten war, konnte Buchheister nach vorausgegangenem Selbststudium als 19-Jähriger die Selekta des Gymnasiums in Altona besuchen. 1827 begann er ein Studium an der Universität Göttingen und wurde bereits nach 2¼ Jahren am 21. September 1829 zum Dr. med. promoviert. Da Buchheister die gesetzlich vorgeschriebene dreijährige Frist nicht erfüllt hatte, konnte er in Hamburg das Staatsexamen nicht ablegen und kehrte zunächst nach Göttingen zurück. Im April 1830 legte er dann in Hamburg sein Examen ab und ließ sich in St. Pauli als Arzt nieder.
Zur Zeit der Choleraepidemie, die im Oktober 1831 in Hamburg ausbrach, hatte Buchheister die Leitung des Hospitals am Hornwerk inne und wurde durch seinen besonders engagierten Einsatz bekannt. Er vertrat die Meinung, dass die Cholera nicht ansteckend sei und impfte sich selbst Blut von Cholerakranken, um verängstigte Mitarbeiter zu beruhigen.
Buchheister war Mitglied der Hamburger Konstituante und gehörte von 1859 bis 1865 der Hamburgischen Bürgerschaft als Abgeordneter an.
Der Hamburger Wasserbaudirektor Max Jürgen Buchheister (1842–1903) war sein Sohn.

## Publikationen
- Dissertatio inauguralis medica de simplici luis venereae curandae methodo. Göttingen 1830, urn:nbn:de:bvb:12-bsb10842823-5.
- mit Carl Noodt: Erfahrungen über die Cholera asiatica in Hamburg im Herbste 1831. Aue, Altona 1832 (online).
- Protest gegen Mäßigkeits-Vereine im Namen der Medicin, Moral, Ökonomie u. Humanität. Berendsohn, Hamburg 1841.